# Stora Ringtjärnen (Björketorps socken, Västergötland)
Stora Ringtjärnen är en sjö i Härryda kommun i Västergötland och ingår i Kungsbackaåns huvudavrinningsområde.